# Rue Henri Van Antwerpen
La rue Henri Van Antwerpen est un clos bruxelloise de la commune d'Auderghem qui donne sur l'avenue Léopold-Florent Lambin sur une longueur de 60 mètres.

## Historique et description
La société Les Habitations à Bon Marché put acquérir une partie des jardins de l’institut du Sacré Cœur à la fin des années 60, ce qui lui permit d'étendre la cité-jardin déjà construite.
En septembre 1969, le bourgmestre Paul Delforge posa la première pierre d’un nouveau complexe d’habitations. On y construisit de petits appartements à loyers modérés pour loger des pensionnés. 
Le 8 juin 1970, le conseil baptisa cette voie publique[réf. nécessaire].